# Royal Phnom Penh Airways
Royal Phnom Penh Airways là một hãng hàng không có trụ sở tại Phnôm Pênh, Campuchia. Hãng chuyên khai thác các chuyến bay nội địa, cũng như các chuyến bay trong khu vực đến Thái Lan xuất phát từ Sân bay quốc tế Phnôm Pênh và Sân bay quốc tế Angkor, Siem Reap.

## Lịch sử
Hãng hàng không được thành lập vào ngày 24 tháng 10 năm 1999 và bắt đầu các chuyến bay quốc tế vào ngày 28 tháng 12 năm 2000. Nó thuộc quyền sở hữu toàn bộ của Hoàng thân Norodom Chakrapong. Hãng dự định lên kế hoạch mở rộng các chuyến bay quốc tế đến Thành phố Hồ Chí Minh, Trung Quốc và Singapore, nhưng chưa kịp làm gì đã phải ngừng hoạt động vào năm 2004.

## Dịch vụ
Khi đóng cửa, Royal Phnom Penh Airways khai thác các dịch vụ sau:
| Quốc gia  | Thành phố   | Sân bay                    | Ghi chú      |
| --------- | ----------- | -------------------------- | ------------ |
| Campuchia | Battambang  | Sân bay Battambang         |              |
| Campuchia | Phnôm Pênh  | Sân bay quốc tế Pochentong | Trung tâm    |
| Campuchia | Ratanakiri  | Sân bay Ratanakiri         |              |
| Campuchia | Siem Reap   | Sân bay quốc tế Angkor     | Trung chuyển |
| Campuchia | Stung Treng | Sân bay Stung Treng        |              |
| Thái Lan  | Bangkok     | Sân bay quốc tế Bangkok    |              |